# Crnugovići
Crnugovići (en serbe cyrillique : Црнуговићи) est un village de Serbie situé dans la municipalité de Priboj, district de Zlatibor. Au recensement de 2011, il comptait 64 habitants.

## Démographie

### Évolution historique de la population
| 1948 | 1953 | 1961 | 1971 | 1981 | 1991 | 2002 | 2011 |
| ---- | ---- | ---- | ---- | ---- | ---- | ---- | ---- |
| 251  | 311  | 323  | 304  | 289  | 187  | 93   | 64   |

|  |